# Vol Angara Airlines 5007
Le vol Angara Airlines 5007 est une catastrophe aérienne qui s'est produit le 11 juillet 2011. L'Antonov An-24 de la compagnie aérienne Angara Airlines effectue alors un vol passager régulier intérieur (commandé par la compagnie aérienne Tomsk Avia) IK-9007 (SP-5007) sur la route Tomsk—Sourgout. Cependant, 1 heure et 26 minutes après le décollage, le moteur n°1 (gauche) tombe en panne et prend feu. L'équipage effectue un amerrissage d'urgence sur la rivière Ob à 17 kilomètres de Strejevoï, mais en raison des impacts avec des obstacles sous-marins, l'avion se brise en deux parties. Parmi les 37 personnes à bord (33 passagers et 4 membres d'équipage), 7 meurent et 26 sont blessées à divers degrés.

## Avion

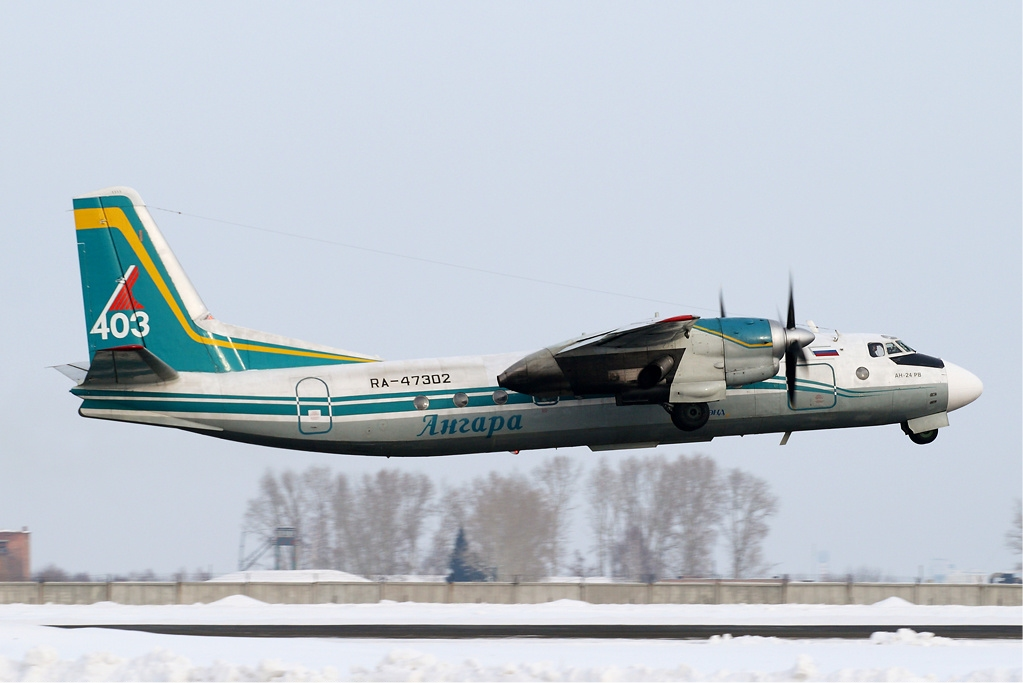
L'avion, 5 mois avant l'amerrissage d'urgence.

L'Antonov An-24RV assurant ce vol (numéro d'immatriculation RA-47302, numéro de série 57310302, série 103-02) est fabriqué par l'Association de production aéronautique de Kiev (KAPO) le 29 avril 1975. Le 19 juin de la même année, il est transféré sous le numéro d'immatriculation URSS-47302 à la compagnie aérienne Aeroflot (Eastern Siberian UGA, 1er OAO d'Irkoutsk). Le 30 juin 1992, il rejoint la compagnie aérienne Baikal Airlines, issue de la 1ère division aérienne d'Irkoutsk, et son numéro d'immatriculation devient RA-47302 (du 4 mars 1999 au 14 février 2007, il est stocké chez eux). Le 14 février 2007, il est acheté par la compagnie aérienne Angara Airlines, est stocké chez eux pendant les 12 premiers jours, puis commence à être exploité à partir du 26 février ; il est loué à OAO Baikal-MVL (du 26 février au 25 juillet 2007) et à ZAO IrkutskAVIAProm (du 25 juillet 2007 au 22 juillet 2009). Équipé de deux moteurs turbopropulseur Ivtchenko AI-24 produits par Ivtchenko-Progress. À la date de la catastrophe, il a effectué 32 783 cycles décollage-atterrissage et a accumulé 48 489 heures de vol.

## Équipage
L'avion est piloté par un équipage expérimenté, composé de :
- Commandant de bord (CDB) — Andreï Mikhaïlovitch Glysine, 48 ans. Pilote expérimenté, totalisant 4570 heures de vol, dont 4064 sur An-24 (1282 en tant que CDB).
- Copilote — Sergueï Grigorievitch Smirnov, 53 ans. Pilote expérimenté, totalisant 9476 heures de vol, dont plus de 5100 sur An-24.
- Mécanicien navigant — Sergueï Nikolaïevitch Fisitchko, 47 ans. Totalisant 9197 heures de vol, toutes sur An-24.

Une hôtesse de l'air travaille dans la cabine — Victoria Sergueïevna Novak, 29 ans. Totalisant 56 heures de vol, toutes sur An-24.

## Chronologie des événements

### Circonstances préalables
Le 11 juillet 2011, le vol SP-5007 de la compagnie Tomsk Avia sur la route Tomsk—Sourgout est remplacé comme prévu par le vol IK-9007 de la compagnie Angara Airlines, effectué par un An-24RV immatriculé RA-47302, sur lequel les passagers ayant déjà acheté des billets sont acceptés. L'appareil RA-47302 avec deux équipages est affrété par la compagnie Tomsk Avia conformément au contrat du 28 juin 2011 pour la période du 4 au 27 juillet 2011 pour le transport de passagers, bagages et marchandises, enregistrés sur les vols Tomsk Avia. Cette décision est prise en raison du manque de flotte propre de Tomsk Avia pour effectuer le volume de vols prévu.

### Décollage, incendie du moteur
Le vol SP-5007 (IK-9007) décolle de Tomsk à 10h10 (03h10 UTC), avec à son bord 4 membres d'équipage et 33 passagers.
1 heure et 26 minutes après le décollage, alors qu'il vole à une altitude de 6000 mètres, un voyant copeaux dans l'huile du moteur n°1 (gauche) s'allume dans le cockpit, ce que le mécanicien navigant signale à 11h36:15, mais les paramètres du moteur restent normaux. L'équipage continue le vol et entre dans la zone de responsabilité du contrôle aérien de Nijnevartovsk à 11h40:13, établissant la communication avec le contrôleur d'approche. Après avoir terminé la communication avec le contrôleur, le CDB demande au copilote la distance jusqu'à Sourgout et Nijnevartovsk (selon les données du copilote, la distance jusqu'à Sourgout est de 320 kilomètres et jusqu'à Nijnevartovsk de 157 kilomètres).
À 11h44:28, le commandant sent une odeur de brûlé dans le cockpit, informe l'équipage et décide de se diriger vers l'aéroport de secours de Nijnevartovsk, ce que le copilote informe au contrôleur et obtient la permission de descendre à 4800 mètres. Le moteur n°1 est mis au ralenti, l'alimentation en air est fermée, et l'équipage commence à descendre. La pression d'huile dans le moteur n°1 commence à diminuer, mais se rétablit ensuite à la valeur minimale. À 11h49, l'équipage atteint l'altitude de 4800 mètres et obtient la permission de descendre davantage à 1800 mètres. Pour raccourcir le temps de vol, le contrôleur autorise l'équipage à suivre un trajet direct vers la balise de l'aéroport de Nijnevartovsk. Mais à 11h52:12, en cours de descente à 3600 mètres et à 77 kilomètres de l'aéroport de Nijnevartovsk, un voyant vibration dangereuse du moteur n°1 s'allume. Sur ordre du commandant, le mécanicien navigant éteint le moteur n°1, ferme la vanne d'incendie et utilise l'hydrofluorure (par la suite, il est déterminé lors de l'enquête que, en raison d'un court-circuit dans le câblage électrique provoqué par l'incendie, la fermeture de la vanne d'incendie n'a pas eu lieu après cette opération). En voyant visuellement l'hélice du moteur n°1, le commandant observe des flammes provenant du compartiment moteur, et les alarmes d'incendie et la première séquence d'extinction d'incendie se déclenchent simultanément. Sur ordre du commandant, le mécanicien navigant coupe les pompes de carburant et ferme la vanne d'arrêt du moteur n°1. Mais l'incendie continue et enveloppe bientôt le moteur n°1.

### Catastrophe, évacuation
À 11h53:19, à 63 kilomètres de Nijnevartovsk, l'équipage informe le contrôleur de l'incendie. Le mécanicien navigant active la deuxième séquence d'extinction d'incendie, mais l'incendie n'est pas éteint. À 11h53:59, le CDB décide de descendre en urgence et d'amerrir sur la rivière Ob, qu'il aperçoit à travers une ouverture dans les nuages. La descente d'urgence est effectuée avec un virage à gauche et une inclinaison supérieure à 32°. Avant d'amerrir, le mécanicien navigant éteint le moteur n°2 (droit) et met l'hélice en drapeau. À 11h56:08 (04:56 UTC), à une vitesse de 240 km/h, le vol SP-5007 (IK-9007) amerrit sur la rivière Ob à 17 kilomètres de l'aéroport de Strejevoï, mais au moment de l'amerrissage, le moteur n°1 ne se détache pas complètement, et le train d'atterrissage gauche est arraché. En continuant son mouvement, l'avion heurte des obstacles sous-marins (irrégularités du fond), ce qui cause la rupture du revêtement inférieur du fuselage et, sous la pression de l'eau, la partie arrière de l'avion se détache. En raison des charges inertiales, les panneaux supérieurs du fuselage se brisent et se déforment. La cabine des passagers est partiellement inondée.
L'évacuation des passagers se fait par la trappe de secours dans le cockpit, ainsi que par la fissure créée dans la partie arrière du fuselage. Tous les passagers survivants quittent l'avion par leurs propres moyens avec l'aide de l'équipage et des habitants locaux, y compris des pêcheurs dans des bateaux à moteur. Trois ferries de Strejevoï et trois hélicoptères de la compagnie Nijnevartovsk Avia sont utilisés pour transporter les sauveteurs vers le lieu de la catastrophe.
Sur les 37 personnes à bord, 7 passagers meurent. Les 30 autres personnes survivent, dont 26 (y compris les 4 membres d'équipage) sont blessées à divers degrés.

## Enquête

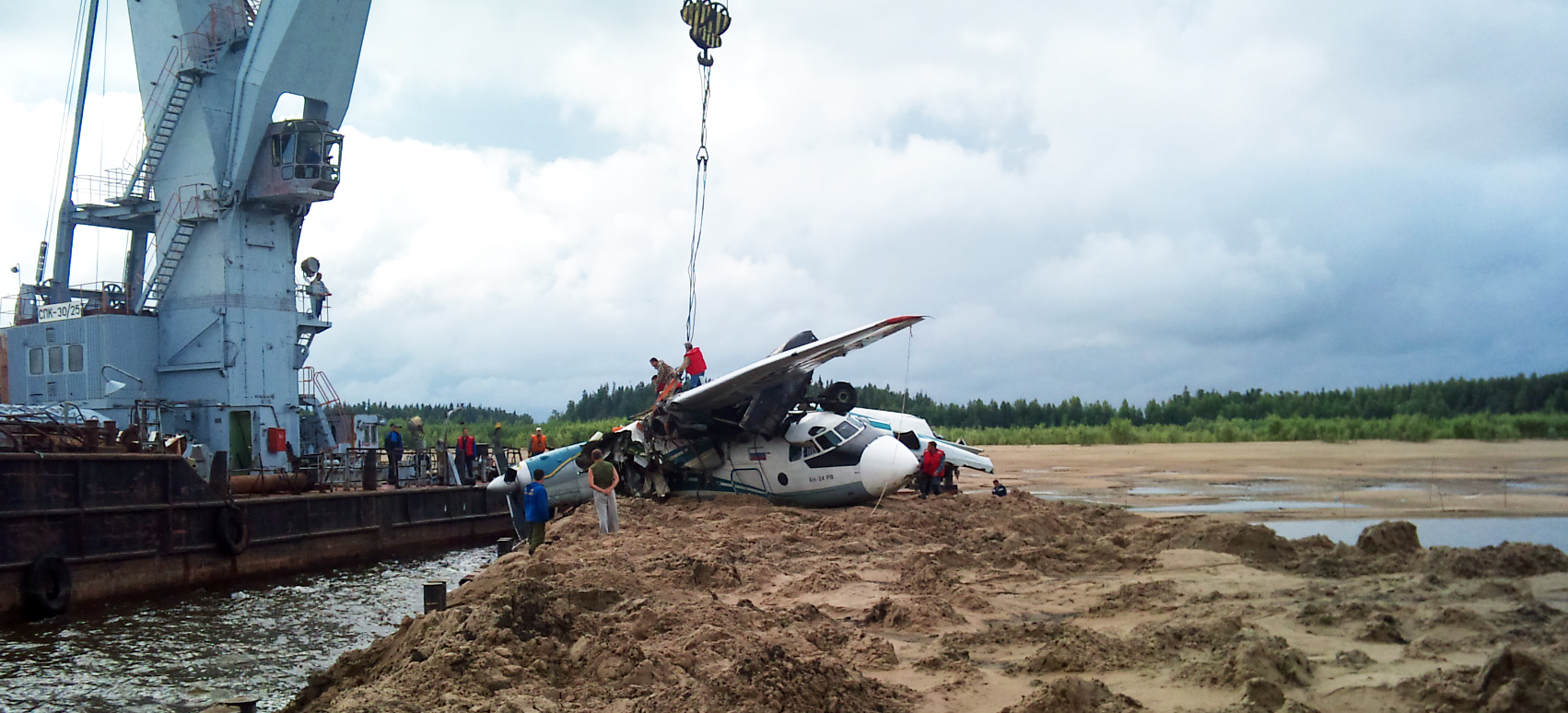
La récupération de l'épave de l'avion, six jours après l'accident.

### Affaire pénale
À la suite de la catastrophe du vol SP-5007 (IK-9007), une affaire pénale est ouverte en vertu de la partie 3 de l'article 263 du Code pénal de la fédération de Russie (Violation des règles de sécurité du trafic et de l'exploitation des transports ferroviaires, aériens ou aquatiques).
Le parquet des transports de Sibérie occidentale conclut lors de son enquête que l'avion accidenté n'aurait pas dû être autorisé à voler. Deux responsables sont tenus pour responsables et soumis à des mesures disciplinaires.

### Enquête de l'IAC
L'enquête technique sur les causes de la catastrophe est menée par le Comité interétatique d'aviation (IAC).
Le 11 décembre 2013, le IAC publie son rapport final d'enquête :
« 
La catastrophe de l'avion An-24RV RA-47302 s'est produite lors d'un amerrissage d'urgence, rendu nécessaire par un incendie dans la nacelle du moteur gauche AI-24 série 2 n° H49312005. La destruction de l'avion avec des pertes humaines est due à la collision avec des obstacles sous-marins, que l'équipage ne pouvait prévoir ni éviter.
     L'incendie est très probablement causé par une dépressurisation du système de soufflage du moteur gauche en raison de la destruction de la soufflante centrifuge CS-24 n° G872VT9, suivie d'une émission d'émulsion air-huile dans le compartiment moteur, ainsi que par l'arrêt tardif du moteur par l'équipage lorsque le voyant copeaux dans l'huile, les fluctuations de la pression de l'huile dans le moteur gauche de ± 5 kg/cm², l'odeur de brûlé et la chute de la pression d'huile en dessous des limites tolérées sont apparus. L'information tardive de l'équipage sur l'augmentation des vibrations du moteur, due à une dégradation des caractéristiques de la mesure de vibration IV-41AM, très probablement en raison des fluctuations de la vitesse de rotation du rotor du moteur pendant la destruction du roulement arrière du rotor du compresseur et/ou un déréglage du système IV-41AM, a pu influencer la décision de l'équipage d'éteindre le moteur.
La destruction de la soufflante centrifuge CS-24 n° G872VT9 est due à la destruction de son rotor causée par une exposition prolongée à une émulsion air-huile surchauffée, résultant de la destruction du roulement à billes arrière du rotor du compresseur.
Les dommages secondaires importants aux pièces de l'assemblage du roulement arrière du rotor du compresseur n'ont pas permis de déterminer de manière concluante la cause de la destruction du roulement. Très probablement, la destruction s'est produite lors de son fonctionnement avec un désalignement accru des bagues.
Le désalignement accru des bagues a pu être causé:
— par une combinaison défavorable de tolérances des pièces couplées de l'assemblage du roulement arrière du rotor du compresseur (dans les limites des spécifications techniques) avec celles du roulement, résultant d'une mauvaise installation lors de la révision du moteur à OAO Aramilsky ARZ;
— par des écarts par rapport aux spécifications techniques dans la géométrie des pièces couplées de l'assemblage du roulement arrière du rotor du compresseur.
Les facteurs contributifs les plus probables de l'accident aérien sont:
— la préparation psychologique insuffisante du CDB à éteindre le moteur en vol en raison de l'absence d'expérience de vols réels avec un moteur inopérant;
— la détection tardive de l'incendie par l'équipage et, par conséquent, l'absence de mesures rapides pour éteindre l'incendie. En raison de l'insuffisance des informations objectives, il n'a pas été possible de déterminer la cause de la détection tardive de l'incendie par l'équipage, ni d'évaluer pleinement la fonctionnalité de tous les éléments des systèmes d'alerte incendie SSP-7 et SSP-2A. »
Deux membres de la commission publient une opinion divergente, soulignant des problèmes de fonctionnement des systèmes d'alerte incendie et des lacunes dans le manuel de vol de l'An-24, qui, selon eux, sont des facteurs de la catastrophe.

## Réactions
Un jour de deuil dans l'oblast de Tomsk n'est pas proclamé, car le 12 juillet est déjà désigné comme jours de deuil national en Russie pour les victimes du naufrage du Boulagaria.
Le président russe Dmitri Medvedev déclare lors d'une réunion le jour de la catastrophe aérienne :
« 
Il est nécessaire d'évaluer les actions de l'équipage, car elles peuvent être interprétées différemment, mais dans l'ensemble, si l'équipage a agi correctement, c'est plutôt une raison de féliciter l'équipage pour avoir réussi l'amerrissage et sauvé un nombre important de vies.
Néanmoins, j'ai récemment parlé de l'état de notre flotte aérienne. Tout ce que j'ai dit concernant les Tu-134 s'applique également aux avions An-24. Étant donné que nous renouvelons notre flotte d'avions, je propose d'appliquer les mêmes mesures aux An-24. »
Cette déclaration, qui implique la possibilité de retirer les An-24 du service sur les vols passagers réguliers à partir de 2012, est critiquée par des experts, qui notent qu'il est impossible de remplacer les près de 100 avions An-24 en service en Russie à la mi-2011 dans un délai aussi court.
Finalement, il est décidé en 2012 de limiter l'exploitation des avions de fabrication nationale, non équipés de systèmes d'alerte de collision avec le sol et en vol.